# Groupe de Stormberg
Le groupe de Stormberg est l'une des composantes du supergroupe du Karoo, en Afrique du Sud. Ce groupe correspond à la phase finale de sédimentation du supergroupe du bassin du Karoo. Il s'est formé entre l'Olénékien (Trias inférieur) et le Pliensbachien (Jurassique inférieur). Cette estimation est basée sur des données stratigraphiques, lithostratigraphiques et biostratigraphiques ainsi que sur des analyses palynologiques,,.

## Contexte
| Période                                          | Groupe            | Formation à l'ouest du 24°E | Formation à l'est du 24°E | Strate (cénozone) |
| ------------------------------------------------ | ----------------- | --------------------------- | ------------------------- | ----------------- |
| Jurassique                                       | Drakensberg       | Hiatus                      | Drakensberg               |                   |
| Jurassique                                       | Stormberg         | Hiatus                      | Clarens                   |                   |
| Trias                                            | Stormberg         | Hiatus                      | Elliot                    |                   |
| Trias                                            | Stormberg         | Hiatus                      | Molteno                   |                   |
| Trias                                            | Beaufort          | Hiatus                      |                           |                   |
| Trias                                            | Burgersdorp       | Hiatus                      | Cynognathus (en)          |                   |
| Trias                                            | Katberg           | Hiatus                      | Lystrosaurus (en)         |                   |
| Trias                                            | Balfour           | Hiatus                      |                           |                   |
| Permien                                          | Dicynodon (en)    | Hiatus                      |                           |                   |
| Permien                                          | Teekloof          |                             |                           |                   |
| Permien                                          | Cistecephalus     |                             |                           |                   |
| Permien                                          | Middleton         |                             |                           |                   |
| Permien                                          | Tropidostoma (en) |                             |                           |                   |
| Permien                                          | Pristerognathus   |                             |                           |                   |
| Permien                                          | Abrahams-Kraal    | Koonap                      |                           |                   |
| Permien                                          | Abrahams-Kraal    | Koonap                      | Tapinocephalus (en)       |                   |
| Permien                                          | Abrahams-Kraal    | Koonap                      | Eodicynodon (en)          |                   |
| Permien                                          | Ecca              | Waterford                   | Waterford                 |                   |
| Permien                                          | Ecca              | Tierberg / Fort Brown       | Fort Brown                |                   |
| Permien                                          | Ecca              | Laingsburg / Ripon          | Ripon                     |                   |
| Permien                                          | Ecca              | Collingham                  | Collingham                |                   |
| Permien                                          | Ecca              | White Hill                  | White Hill                |                   |
| Permien                                          | Ecca              | Prince Albert               | Prince Albert             |                   |
| Carbonifère                                      | Dwyka             | Elandsvlei                  | Elandsvlei                |                   |
| Références : Rubidge 2005, Selden et Nudds 2011. |                   |                             |                           |                   |

Les dépôts de sédiments du groupe de Stormberg prennent place dans un environnement terrestre saisonnièrement aride. Le contexte environnemental de la partie inférieure du groupe est similaire à celui de la formation de Katberg. On y trouve des grès à grains grossiers auxquels il manque les séquences supérieures  à grains plus fins, ce qui montre un environnement de type « éventail fluvial » et des rivières à cours en tresses. L'environnement change aux alentours du centre du groupe, les mudstones deviennent plus fréquents, montrant un changement d'environnement dans lequel les sédiments sont déposés par un processus fluvio-lacustre à basse énergie. Les roches de la partie supérieure deviennent de plus en plus riches en grès. Ces grès sont préservés dans des champs de dunes déposés par un processus éolien dans un environnement désertique,,,,,.
Le groupe de Stormberg fait partie du supergroupe du Karoo, et ses roches ont ainsi été déposées dans un bassin d'avant-pays. Une faille géologique, causée  par un soulèvement crustal (orogenèse) au sud, influence le système de bassin d'avant-pays au moment du début de la sédimentation du groupe. Ce soulèvement de la croûte terrestre avait commencé des millions d'années auparavant en raison de la subduction de la plaque paléo-Pacifique sous la plaque du Gondwana, entraînant la création de la chaîne de montagnes du Gondwana. À ce moment, la divergence des plaques forme l'océan Atlantique, au sud-ouest du Gondwana, annonçant les premières étapes de la fracturation de ce supercontinent,,.
Il n'y a pas d'affleurement du groupe de Stormberg à l'ouest du 24e méridien car l'orogenèse du Gondwana, dans le sud, modifie la position du bassin d'avant-pays. Les zones de dépôts sédimentaires se déplacent alors vers le nord et le nord-est du bassin du Karoo entre le début du Trias et le Jurassique inférieur, moment auquel commence le volcanisme à l'origine du groupe du Drakensberg.

## Extension géographique
On trouve les affleurements du groupe dans plusieurs endroits au Lesotho, et, en Afrique du Sud, dans les provinces de l'État libre, du KwaZulu-Natal et du Cap-Oriental.

## Subdivisions
Il est divisé en trois formations, de la plus ancienne à la plus récente : la formation de Molteno, la formation d'Elliot et la formation de Clarens.

## Paléontologie
Le groupe de Stormberg contient de nombreux fossiles de dinosaures,,,,,,, des fossiles de végétaux,, et des pistes d'empreintes de pas de dinosaures,.

## Corrélations
Le groupe de Stormberg est corrélé avec plusieurs groupes et formations ailleurs en Afrique, ainsi, le bassin de Tuli dans le nord de l'Afrique du Sud et au Zimbabwe et les grès d'Etjo en Namibie. Au-delà, les roches du groupe sont corrélées, par exemple, avec celles de la formation de Chinle dans l'Utah aux États-Unis, les formations de Santa Maria, de Caturrita (en) et de Candelária (en) au Brésil et avec les séquences du Trias du Nord-Ouest argentin. Correspondant à ce qui était l'extrême sud du Gondwana, il est aussi en corrélation avec la formation de Fremouw en Antarctique.[réf. souhaitée]